# 正親町三条公兄
正親町三条 公兄（おおぎまちさんじょう きんえ）は、室町時代後期（戦国時代）の公卿。官位は正二位・内大臣。

## 経歴
生後すぐに叙爵。以降、侍従・右近衛少将・右近衛中将・蔵人頭を経て、永正15年（1518年）には参議となり、公卿に列する。その後、備前権守・左近衛中将を歴任したが、経済的に困窮し、天文9年（1540年）より今川氏との縁を頼って駿河国に下った。天文13年（1544年）に一度帰京して朝廷へ出仕。参議に叙せられ、公卿に列した。ついで権中納言となり、天文15年（1546年）には権大納言となったが、天文16年（1547年）には再び甲斐国へ下向してしまった。のちふたたび帰京し、天文21年（1552年）には大宰権帥に任じられ、さらに天文23年（1554年）には内大臣を務めた。たびたび地方に下向して朝廷への奉仕を放棄しながら、正親町三条家の極官にまで官位昇進を遂げたことは、当時の朝廷の人事管理や廷臣統制がいかにいいかげんになものであったかを物語る。

## 系譜
- 父：正親町三条実望
- 母：今川義忠の娘
- 妻：加賀介藤原某（富樫氏と言われる）の娘
  - 男子：正親町三条実福（1536-1568）
  - 男子：三条実教（1538-1554）
  - 男子：松陰居士（四条隆憲・櫛笥隆致の父）
  - 女子：三条西実枝室
- 妻：不詳
  - 男子：正親町三条実兄